# Hong Kong Premier League 2022/23
Die Hong Kong Premier League 2022/23 war die 9. Spielzeit der höchsten Fußballliga in Hongkong seit ihrer Gründung im Jahr 2014 und der 110. Wettbewerb um die Hongkonger Landesmeisterschaft. Die Liga war aus Sponsoringgründen auch als BOC Life Hong Kong Premier League bekannt. Am Spielbetrieb nahmen zehn Mannschaften teil. Die Saison begann am 27. August 2022 und endete am 7. Mai 2023. Titelverteidiger war der Kitchee SC.

## Mannschaften
- Eastern AA
- Hong Kong Rangers FC
- Hongkong FC
- Hongkong U23 FT
- Kitchee SC
- Lee Man FC
- Resources Capital FC
- Sham Shui Po SA
- Southern District FC
- Tai Po FC

## Ausländische Spieler
| Mannschaft           | Spieler 1                                                             | Spieler 2                                                             | Spieler 3                                                             | Spieler 4                                                             | Spieler 5                                                             | Spieler 6                                                             | Spieler 7                                                             | Spieler 8                                                             | Spieler 9                                                             | Spieler 10                                                            | Spieler 11                                                            | Spieler 12                                                            | Spieler 13                                                            | Spieler 14                                                            | Spieler 15                                                            | Ehemalige/Unregistrierte Spieler                                      |
| -------------------- | --------------------------------------------------------------------- | --------------------------------------------------------------------- | --------------------------------------------------------------------- | --------------------------------------------------------------------- | --------------------------------------------------------------------- | --------------------------------------------------------------------- | --------------------------------------------------------------------- | --------------------------------------------------------------------- | --------------------------------------------------------------------- | --------------------------------------------------------------------- | --------------------------------------------------------------------- | --------------------------------------------------------------------- | --------------------------------------------------------------------- | --------------------------------------------------------------------- | --------------------------------------------------------------------- | --------------------------------------------------------------------- |
| Eastern AA           | Marcos Gondra                                                         | Víctor Bertomeu                                                       | João Gil                                                              | Tamirlan Kosubajew                                                    | Prabhat Gurung                                                        | Emilio Estevez                                                        | Kaan Gül                                                              |                                                                       |                                                                       |                                                                       |                                                                       |                                                                       |                                                                       |                                                                       |                                                                       |                                                                       |
| Kitchee SC           | Cleiton                                                               | Mikael                                                                | Igor Sartori                                                          | Charlie Scott                                                         | Dejan Damjanović                                                      | Kim Shin-wook                                                         | Bekzhan Sagynbayev                                                    | Ruslan Mingazow                                                       | Ainikaer Maihemuti                                                    |                                                                       |                                                                       |                                                                       |                                                                       |                                                                       |                                                                       | Raúl Baena Michalis Manias                                            |
| Lee Man FC           | Gil                                                                   | Everton Camargo                                                       | Jonathan Acosta                                                       | José Ángel                                                            | Manolo Bleda                                                          | Manuel Gavilán                                                        | Ryoya Tachibana                                                       | Alie Sesay                                                            |                                                                       |                                                                       |                                                                       |                                                                       |                                                                       |                                                                       |                                                                       |                                                                       |
| Southern District FC | Stefan Pereira                                                        | Dudu                                                                  | Kessi                                                                 | Jean Moser                                                            | Shū Sasaki                                                            | Kota Kawase                                                           |                                                                       |                                                                       |                                                                       |                                                                       |                                                                       |                                                                       |                                                                       |                                                                       |                                                                       |                                                                       |
| Hong Kong Rangers FC | Juninho                                                               | Fernando Lopes                                                        | Kim Min-kyu                                                           | Ryota Hayashi                                                         | Park Jong-bum                                                         | Yumemi Kanda                                                          | Yang Bailin                                                           | Nassam Irbahim                                                        |                                                                       |                                                                       |                                                                       |                                                                       |                                                                       |                                                                       |                                                                       | David Bala Cássio Augusto Neto Kaan Gül                               |
| Resources Capital FC | Felipe Sá                                                             | Albert Canal                                                          | Carles Tena                                                           | Benji Tandy Ortega                                                    | Ricardo Sendra                                                        | Pablo Gállego                                                         | Robert Odu                                                            |                                                                       |                                                                       |                                                                       |                                                                       |                                                                       |                                                                       |                                                                       |                                                                       |                                                                       |
| Tai Po FC            | João Emir                                                             | Paulinho Simionato                                                    | Gabriel Cividini                                                      | Luizinho                                                              |                                                                       |                                                                       |                                                                       |                                                                       |                                                                       |                                                                       |                                                                       |                                                                       |                                                                       |                                                                       |                                                                       |                                                                       |
| Sham Shui Po SA      | Jesús González                                                        | Nicholas Benavides Medeiros                                           | Hao Chen                                                              | Sanzio Limbu                                                          | Sim Woon-sub                                                          | Oyuntuya Oyunbold                                                     | Oleksii Shliakotin                                                    | Kwon Jae-kyeong                                                       |                                                                       |                                                                       |                                                                       |                                                                       |                                                                       |                                                                       |                                                                       | Thiago Shahwaiz Khan                                                  |
| Hongkong FC          | Robert Scott                                                          | Freek Schipper                                                        | Freddie Toomer                                                        | Issey Maholo                                                          | Martin Fray                                                           | Rory Lonergan                                                         | Morgan Powell                                                         | Marcus McMillan                                                       | Antoine Sahaghian                                                     | Jean                                                                  | Habib                                                                 | Raphaël Merkies                                                       | Rémi Depalmas                                                         | Shunsuke Nakamura                                                     | Léo                                                                   |                                                                       |
| Hongkong U23 FT      | Die Mannschaft darf keine ausländischen Spieler unter Vertrag nehmen. | Die Mannschaft darf keine ausländischen Spieler unter Vertrag nehmen. | Die Mannschaft darf keine ausländischen Spieler unter Vertrag nehmen. | Die Mannschaft darf keine ausländischen Spieler unter Vertrag nehmen. | Die Mannschaft darf keine ausländischen Spieler unter Vertrag nehmen. | Die Mannschaft darf keine ausländischen Spieler unter Vertrag nehmen. | Die Mannschaft darf keine ausländischen Spieler unter Vertrag nehmen. | Die Mannschaft darf keine ausländischen Spieler unter Vertrag nehmen. | Die Mannschaft darf keine ausländischen Spieler unter Vertrag nehmen. | Die Mannschaft darf keine ausländischen Spieler unter Vertrag nehmen. | Die Mannschaft darf keine ausländischen Spieler unter Vertrag nehmen. | Die Mannschaft darf keine ausländischen Spieler unter Vertrag nehmen. | Die Mannschaft darf keine ausländischen Spieler unter Vertrag nehmen. | Die Mannschaft darf keine ausländischen Spieler unter Vertrag nehmen. | Die Mannschaft darf keine ausländischen Spieler unter Vertrag nehmen. | Die Mannschaft darf keine ausländischen Spieler unter Vertrag nehmen. |

## Personal
| Mannschaft           | Trainer                                  | Mannschaftskapitän                 |
| -------------------- | ---------------------------------------- | ---------------------------------- |
| Eastern AA           | Roberto Losada                           | Leung Chun Pong                    |
| Kitchee SC           | Chu Chi Kwong                            | Huang Yang                         |
| Lee Man FC           | Chan Hiu Ming                            | Fernando Recio                     |
| Hong Kong Rangers FC | Chiu Chung Man Wong Chin Hung Lai Ka Fai | Lam Ka Wai                         |
| Southern District FC | Cheng Siu Chung                          | Shū Sasaki                         |
| Resources Capital FC | Tang Kwun Yin                            | Cheng King Ho                      |
| Hongkong FC          | Tony Hamilton-Bram                       | Freek Schipper                     |
| Hongkong U23 FT      | Szeto Man Chun                           | Wong Ho Yin                        |
| Tai Po FC            | Li Hang Wui                              | Chan Hiu Fung                      |
| Sham Shui Po SA      | Poon Man Tik                             | Lo Kong Wai Yim Kai Wa Wo Chi Ming |

## Tabellen

### Abschlusstabelle
| Pl.                       | Verein               | Sp. | S  | U | N  | Tore    | Diff. | Punkte |
| ------------------------- | -------------------- | --- | -- | - | -- | ------- | ----- | ------ |
| 1.                        | Kitchee SC (M)       | 18  | 15 | 1 | 2  | 076:700 | +69   | 46     |
| 2.                        | Lee Man FC           | 18  | 14 | 2 | 2  | 050:130 | +37   | 44     |
| 3.                        | Hong Kong Rangers FC | 18  | 10 | 3 | 5  | 041:160 | +25   | 33     |
| 4.                        | Southern District FC | 18  | 10 | 1 | 7  | 024:250 | −1    | 31     |
| 5.                        | Eastern AA           | 17  | 8  | 4 | 5  | 028:130 | +15   | 28     |
| 6.                        | Hongkong FC          | 18  | 7  | 5 | 6  | 018:220 | −4    | 26     |
| 7.                        | Tai Po FC            | 18  | 5  | 5 | 8  | 020:270 | −7    | 20     |
| 8.                        | Resources Capital FC | 18  | 5  | 3 | 10 | 015:340 | −19   | 18     |
| 9.                        | Sham Shui Po SA      | 17  | 2  | 1 | 14 | 004:580 | −54   | 07     |
| 10.                       | Hongkong U23 FT      | 18  | 0  | 1 | 17 | 006:670 | −61   | 01     |
| Stand: Saisonende 2022/23 |                      |     |    |   |    |         |       |        |

| |                                 |
| Meister und Qualifikation zur Gruppenphase der AFC Champions League Qualifikation zu den Play-off-Spielen der AFC Champions League |                                 |
| Zum Saisonende 2020/21: |                                 |
| (M) | Amtierender Meister: Kitchee SC |

### Heimtabelle
| Pl.                       | Verein               | Sp. | S | U | N | Tore    | Diff. | Punkte |
| ------------------------- | -------------------- | --- | - | - | - | ------- | ----- | ------ |
| 1.                        | Kitchee SC (M)       | 9   | 8 | 1 | 0 | 040:300 | +37   | 25     |
| 2.                        | Lee Man FC           | 9   | 7 | 1 | 1 | 027:800 | +19   | 22     |
| 3.                        | Hong Kong Rangers FC | 9   | 5 | 2 | 2 | 016:700 | +9    | 17     |
| 4.                        | Southern District FC | 9   | 5 | 1 | 3 | 012:110 | +1    | 16     |
| 5.                        | Eastern AA           | 9   | 4 | 2 | 3 | 013:400 | +9    | 14     |
| 6.                        | Hongkong FC          | 9   | 4 | 2 | 3 | 011:110 | ±0    | 14     |
| 7.                        | Tai Po FC            | 9   | 3 | 1 | 5 | 010:160 | −6    | 10     |
| 8.                        | Resources Capital FC | 9   | 2 | 2 | 5 | 005:180 | −13   | 08     |
| 9.                        | Sham Shui Po SA      | 8   | 1 | 0 | 7 | 001:310 | −30   | 03     |
| 10.                       | Hongkong U23 FT      | 9   | 0 | 1 | 8 | 004:240 | −20   | 01     |
| Stand: Saisonende 2022/23 |                      |     |   |   |   |         |       |        |

### Auswärtstabelle
| Pl.                       | Verein               | Sp. | S | U | N | Tore    | Diff. | Punkte |
| ------------------------- | -------------------- | --- | - | - | - | ------- | ----- | ------ |
| 1.                        | Lee Man FC           | 9   | 7 | 1 | 1 | 023:500 | +18   | 22     |
| 2.                        | Kitchee SC (M)       | 9   | 7 | 0 | 2 | 036:400 | +32   | 21     |
| 3.                        | Hong Kong Rangers FC | 9   | 5 | 1 | 3 | 025:900 | +16   | 16     |
| 4.                        | Southern District FC | 9   | 5 | 0 | 4 | 012:140 | −2    | 15     |
| 5.                        | Eastern AA           | 8   | 4 | 2 | 2 | 015:900 | +6    | 14     |
| 6.                        | Hongkong FC          | 9   | 3 | 3 | 3 | 007:110 | −4    | 12     |
| 7.                        | Tai Po FC            | 9   | 2 | 4 | 3 | 010:110 | −1    | 10     |
| 8.                        | Resources Capital FC | 9   | 3 | 1 | 5 | 010:160 | −6    | 10     |
| 9.                        | Sham Shui Po SA      | 9   | 1 | 1 | 7 | 003:270 | −24   | 04     |
| 10.                       | Hongkong U23 FT      | 9   | 0 | 0 | 9 | 002:330 | −31   | 0      |
| Stand: Saisonende 2022/23 |                      |     |   |   |   |         |       |        |

## Ergebnisse
Die Kreuztabelle stellt die Ergebnisse aller Spiele dieser Saison dar. Die Heimmannschaft ist in der linken Spalte, die Gastmannschaft in der oberen Zeile aufgelistet.
| Saison 2022/23       | EAS    | KIT  | LEE | RAN | RES | SOU | HKF | U23  | TPF | SSP |
| -------------------- | ------ | ---- | --- | --- | --- | --- | --- | ---- | --- | --- |
| Eastern AA           |        | 0:2  | 0:1 | 0:0 | 4:0 | 0:1 | 1:0 | 4:0  | 0:0 | 4:0 |
| Kitchee SC           | 3:0    |      | 2:2 | 2:1 | 2:0 | 7:0 | 5:0 | 8:0  | 4:0 | 7:0 |
| Lee Man FC           | 1:1    | 2:1  |     | 2:1 | 3:1 | 1:3 | 2:1 | 10:0 | 2:0 | 4:0 |
| Hong Kong Rangers FC | 2:2    | 0:2  | 1:0 |     | 4:1 | 1:0 | 0:1 | 3:0  | 1:1 | 4:0 |
| Resources Capital FC | 0:3    | 0:5  | 0:4 | 1:3 |     | 0:1 | 1:1 | 1:0  | 0:0 | 2:1 |
| Southern District FC | 1:2    | 0:5  | 0:2 | 2:1 | 1:0 |     | 0:0 | 2:0  | 3:1 | 3:0 |
| Hongkong FC          | 1:0    | 0:3  | 1:2 | 1:2 | 1:1 | 2:1 |     | 2:1  | 1:1 | 2:0 |
| Hongkong U23 FT      | 0:5    | 0:7  | 1:5 | 0:5 | 0:3 | 1:3 | 1:1 |      | 0:3 | 1:2 |
| Tai Po FC            | 1:2    | 2:1  | 0:3 | 1:5 | 1:2 | 2:0 | 1:2 | 2:1  |     | 0:0 |
| Sham Shui Po SA      | 14 Mai | 0:10 | 0:4 | 0:7 | 0:2 | 0:3 | 0:1 | 1:0  | 0:4 |     |

## Tabellenverlauf
Stand: 7. Mai 2023
Verlegte Partien werden entsprechend der ursprünglichen Terminierung dargestellt, damit an allen Spieltagen für jede Mannschaft die gleiche Anzahl an Spielen berücksichtigt wird.
|                      | 1  | 2  | 3  | 4  | 5  | 6  | 7  | 8  | 9  | 10 | 11 | 12 | 13 | 14 | 15 | 16 | 17 | 18 |
| -------------------- | -- | -- | -- | -- | -- | -- | -- | -- | -- | -- | -- | -- | -- | -- | -- | -- | -- | -- |
| Kitchee SC           | 6  | 7  | 2  | 6  | 2  | 2  | 2  | 2  | 2  | 1  | 1  | 1  | 1  | 1  | 1  | 1  | 1  | 1  |
| Lee Man FC           | 2  | 4  | 4  | 1  | 1  | 1  | 1  | 1  | 1  | 2  | 2  | 2  | 2  | 2  | 2  | 2  | 2  | 2  |
| Hong Kong Rangers FC | 9  | 8  | 8  | 8  | 8  | 7  | 6  | 6  | 6  | 6  | 6  | 6  | 6  | 5  | 4  | 4  | 4  | 3  |
| Southern District FC | 1  | 1  | 3  | 4  | 6  | 4  | 4  | 3  | 3  | 3  | 3  | 3  | 3  | 3  | 3  | 3  | 3  | 4  |
| Eastern AA           | 3  | 5  | 5  | 3  | 5  | 6  | 7  | 4  | 5  | 5  | 5  | 5  | 5  | 6  | 6  | 5  | 5  |    |
| Hongkong FC          | 5  | 3  | 1  | 2  | 4  | 3  | 3  | 5  | 4  | 4  | 4  | 4  | 4  | 4  | 5  | 6  | 6  | 6  |
| Tai Po FC            | 4  | 6  | 7  | 7  | 7  | 8  | 8  | 8  | 8  | 8  | 8  | 8  | 8  | 8  | 7  | 7  | 7  | 7  |
| Resources Capital FC | 7  | 2  | 6  | 5  | 3  | 5  | 6  | 7  | 7  | 7  | 7  | 7  | 7  | 7  | 8  | 8  | 8  | 8  |
| Sham Shui Po SA      | 8  | 9  | 10 | 10 | 9  | 10 | 9  | 9  | 9  | 9  | 9  | 9  | 9  | 9  | 9  | 9  | 9  |    |
| Hongkong U23 FT      | 10 | 10 | 9  | 9  | 10 | 9  | 10 | 10 | 10 | 10 | 10 | 10 | 10 | 10 | 10 | 10 | 10 | 10 |

## Torschützenliste
Stand: Saisonende 2022/23
| Platz | Spieler            | Mannschaft           | Tore |
| ----- | ------------------ | -------------------- | ---- |
| 1.    | Dejan Damjanović   | Kitchee SC           | 17   |
| 1.    | Ruslan Mingazow    | Kitchee SC           | 17   |
| 1.    | Everton Camargo    | Lee Man FC           | 17   |
| 4.    | Stefan Pereira     | Southern District FC | 13   |
| 5.    | Mikael             | Kitchee SC           | 9    |
| 6.    | Paulinho Simionato | Tai Po FC            | 8    |
| 6.    | Gil                | Lee Man FC           | 8    |
| 8.    | Felipe Sá          | Resources Capital FC | 7    |
| 8.    | Juninho            | Hong Kong Rangers FC | 7    |
| 8.    | Manolo Bleda       | Lee Man FC           | 7    |
| 8.    | Víctor Bertomeu    | Eastern AA           | 7    |
| 8.    | Yumemi Kanda       | Hong Kong Rangers FC | 7    |
| 13.   | Sun Ming Him       | Eastern AA           | 6    |
| 14.   | Poon Pui Hin       | Kitchee SC           | 5    |
| 15.   | Manuel Gavilán     | Lee Man FC           | 4    |
| 15.   | Wong Wai Kwok      | Resources Capital FC | 4    |
| 15.   | Chan Hiu Fung      | Tai Po FC            | 4    |
| 15.   | Cleiton            | Kitchee SC           | 4    |
| 15.   | Kim Min-kyu        | Hong Kong Rangers FC | 4    |
| 15.   | Ryota Hayashi      | Hong Kong Rangers FC | 4    |
| 15.   | Nassam Ibrahim     | Hong Kong Rangers FC | 4    |
| 15.   | Thiago             | Hongkong FC          | 4    |

## Hattricks
Stand: Saisonende 2022/23
| Spieler          | Verein               | Gegnerischer Verein  | Ergebnis   | Datum             |
| ---------------- | -------------------- | -------------------- | ---------- | ----------------- |
| Manolo Bleda 5   | Lee Man FC           | Hongkong U23 FT      | 10 : 0 (H) | 15. Oktober 2022  |
| Ruslan Mingazow  | Kitchee SC           | Southern District FC | 7 : 0 (H)  | 15. Oktober 2022  |
| Felipe Sá        | Resources Capital FC | Hongkong U23 FT      | 3 : 0 (A)  | 30. Oktober 2022  |
| Dejan Damjanović | Kitchee SC           | Hongkong U23 FT      | 7 : 0 (A)  | 12. November 2022 |
| Stefan Pereira   | Southern District FC | Sham Shui Po SA      | 3 : 0 (H)  | 26. November 2022 |
| Stefan Pereira   | Southern District FC | Hongkong U23 FT      | 3 : 1 (A)  | 4. Februar 2023   |
| Everton Camargo  | Lee Man FC           | Hongkong U23 FT      | 5 : 1 (A)  | 15. April 2023    |

5 Fünf Tore in einem Spiel

## Weiße Weste (Clean Sheets)
Stand: Saisonende 2022/23
| Platz | Spieler        | Mannschaft           | Clean sheets |
| ----- | -------------- | -------------------- | ------------ |
| 1.    | Paulo César    | Kitchee SC           | 13           |
| 2.    | Yapp Hung Fai  | Eastern AA           | 8            |
| 3.    | Ng Wai Him     | Southern District FC | 7            |
| 4.    | Chan Ka Ho     | Lee Man FC           | 6            |
| 5.    | Leung Hing Kit | Hong Kong Rangers FC | 5            |
| 5.    | Freddie Toomer | Hongkong FC          | 5            |
| 7.    | Li Hon Ho      | Tai Po FC            | 3            |
| 7.    | Lam Chun Kit   | Resources Capital FC | 3            |
| 7.    | Tse Ka Wing    | Tai Po FC            | 3            |
| 10.   | Yuen Ho Chun   | Lee Man FC           | 2            |
| 10.   | Lo Siu Kei     | Hong Kong Rangers FC | 2            |

## Zuschauerzahlen
Stand: Saisonende 2022/23
| Platz | Mannschaft           | Gesamt- zuschauerzahl | Höchste Zuschauerzahl | Niedrigste Zuschauerzahl | Durchschnittliche Zuschauerzahl |
| ----- | -------------------- | --------------------- | --------------------- | ------------------------ | ------------------------------- |
| 1.    | Kitchee SC           | 15.367                | 6.489                 | 636                      | 1.707                           |
| 2.    | Eastern AA           | 9.386                 | 2.448                 | 345                      | 1.043                           |
| 3.    | Hongkong FC          | 7.427                 | 1.720                 | 560                      | 858                             |
| 4.    | Lee Man FC           | 7.357                 | 2.021                 | 358                      | 817                             |
| 5.    | Sham Shui Po SA      | 6.415                 | 1.450                 | 572                      | 802                             |
| 6.    | Tai Po FC            | 5.260                 | 958                   | 333                      | 601                             |
| 7.    | Resources Capital FC | 4.715                 | 1.421                 | 265                      | 412                             |
| 8.    | Southern District FC | 4.515                 | 1.101                 | 269                      | 502                             |
| 9.    | Hong Kong Rangers FC | 4.196                 | 699                   | 302                      | 466                             |
| 10.   | Hongkong U23 FT      | 2.472                 | 420                   | 135                      | 275                             |
|       | GESAMT               | 67,110                | 6,489                 | 135                      | 754                             |